# Tour der neuseeländischen Rugby-Union-Nationalmannschaft nach Australien 1934
| Tour der All Blacks nach Australien 1934 | Tour der All Blacks nach Australien 1934 | Tour der All Blacks nach Australien 1934 | Tour der All Blacks nach Australien 1934 | Tour der All Blacks nach Australien 1934 |
| Übersicht                                | S                                        | G                                        | U                                        | N                                        |
| ---------------------------------------- | ---------------------------------------- | ---------------------------------------- | ---------------------------------------- | ---------------------------------------- |
| Test Matches                             | 2                                        | 0                                        | 1                                        | 1                                        |
| Sonstige Spiele                          | 7                                        | 7                                        | 0                                        | 0                                        |
| Gesamt                                   | 9                                        | 7                                        | 1                                        | 1                                        |
|                                          |                                          |                                          |                                          |                                          |
| Australien                               | 2                                        | 0                                        | 1                                        | 1                                        |

Die Tour der neuseeländischen Rugby-Union-Nationalmannschaft nach Australien 1934 umfasste eine Reihe von Freundschaftsspielen der All Blacks, der Nationalmannschaft Neuseelands in der Sportart Rugby Union. Das Team reiste im August 1934 durch Australien, wobei es neun Spiele bestritt. Dazu gehörten ein Spiel in Neuseeland zum Abschluss und zwei Test Matches gegen die Wallabies. Die Test Matches endeten mit einem Sieg der Australier und einem Unentschieden, wodurch die Gastgeber den Bledisloe Cup gewannen.

## Spielplan
- Hintergrundfarbe grün = Sieg
- Hintergrundfarbe gelb = Unentschieden
- Hintergrundfarbe rot = Niederlage

(Test Matches sind grau unterlegt; Ergebnisse aus der Sicht Neuseelands)
| # | Datum           | Gegner                   | Ort        | Stadion                 | Ergebnis |
| - | --------------- | ------------------------ | ---------- | ----------------------- | -------- |
| 1 | 01. August 1934 | Western Districts        | Orange     | Wade Park               | 51:10    |
| 2 | 04. August 1934 | New South Wales Waratahs | Sydney     | Sydney Cricket Ground   | 18:16    |
| 3 | 06. August 1934 | New South Wales Waratahs | Sydney     | Sydney Showground       | 16:13    |
| 4 | 11. August 1934 | Australien               | Sydney     | Sydney Cricket Ground   | 11:25    |
| 5 | 15. August 1934 | Queensland Reds          | Brisbane   | Exhibition Ground       | 31:14    |
| 6 | 18. August 1934 | Australia A              | Brisbane   | Exhibition Ground       | 11:6     |
| 7 | 22. August 1934 | City of Newcastle        | Newcastle  | Newcastle Sports Ground | 35:3     |
| 8 | 25. August 1934 | Australien               | Sydney     | Sydney Cricket Ground   | 3:3      |
| 9 | 30. August 1934 | Rest of New Zealand      | Wellington | Athletic Park           | 25:17    |

## Test Matches
| 11. August 1934 | Australien                                                                    | 25 : 11        | Neuseeland                                    | Sydney Cricket Ground, Sydney Zuschauer: 40.000 Schiedsrichter: Roy Cooney (Australien) |
| 11. August 1934 | Versuche: Bridle McLean Towers (2) Erhöhungen: Ross (2) Straftritte: Ross (3) | (6:11) Bericht | Versuche: Hore Knight Max Erhöhungen: Collins | Sydney Cricket Ground, Sydney Zuschauer: 40.000 Schiedsrichter: Roy Cooney (Australien) |

Aufstellungen:
- Australien: Vincent Bermingham, Edward Bonis, Owen Bridle, Ernest Dunlop, Edwin Hayes, Aubrey Hodgson, Evan Jessep, Jack Kelaher, Llewellyn Lewis, Walter Mackney, Sydney Malcolm, Douglas McLean, Alec Ross , Cyril Towers, Bill White
- Neuseeland: George Bullock-Douglas, Harcourt Caughey, Arthur Collins, Mervyn Corner, Bill Hadley, George Hart, Jack Hore, Arthur Knight, Arthur Lambourn, Roderick MacKenzie, Jack Manchester, Donald Max, Hugh McLean, Charles Oliver, Rusty Page

| 25. August 1934 | Australien         | 3 : 3         | Neuseeland     | Sydney Cricket Ground, Sydney Zuschauer: 30.000 Schiedsrichter: Arthur Irving (Australien) |
| 25. August 1934 | Erhöhungen: Loudon | (3:3) Bericht | Versuche: Hore | Sydney Cricket Ground, Sydney Zuschauer: 30.000 Schiedsrichter: Arthur Irving (Australien) |

Aufstellungen:
- Australien: Vincent Bermingham, Edward Bonis, Owen Bridle, Edwin Hayes, Evan Jessep, Jack Kelaher, Llewellyn Lewis, Robert Loudon, Walter Mackney, Sydney Malcolm, Douglas McLean, Alec Ross , Cyril Towers, Ronald Walden, Bill White
- Neuseeland: Edward Barry, George Bullock-Douglas, Harcourt Caughey, Jack Griffiths, Bill Hadley, Edward Holder, Jack Hore, Frank Kilby , Ronald King, Arthur Lambourn, Herbert Lilburne, Jack Manchester, Hawea Mataira, Donald Max, Rusty Page